# Марта Величко
Марта Величко (нар. 1 жовтня 1994) — польська веслярка, срібна призерка Олімпійських ігор 2020 року. На чемпіонаті світу з веслування у 2018 році вона виграла золоту медаль у чотирьох запливах.

## Біографія
Марта Величко народилась 1 жовтня 1994 року. У 2012 році вона зайняла друге місце у В-фіналі у подвійному дуеті на чемпіонаті світу серед юніорів. У дабл-чотири вона стала віце-чемпіоном у 2013 та 2014 роках, а у 2015 та 2016 роках молодіжною чемпіонкою світу. У 2017 році вона зайняла 4 місце на Чемпіонаті Європи серед старших, а потім стала віце-чемпіоном світу. У 2018 році вона виграла чемпіонат Європи та Чемпіонат світу (в обох стартах з Агнешкою Кобус, Марією Спрінгвальд та Катажиною Ціллманн). У 2019 році стала віце-чемпіоном світу (з Агнешкою Кобус, Марією Спрінгвальд та Катажиною Ціллманн).

## Виступи на Олімпіадах
| Олімпіада  | Дисципліна     | Місце |
| ---------- | -------------- | ----- |
| Токіо 2020 | парні четвірки | 2     |